# Хенткаус I
Хенткаус — головна дружина фараона Усеркафа.
Піраміда Хенткаус знаходиться поруч з пірамідою батька з написом на вході: «Хенткаус, Цар Верхнього й Нижнього Єгипту, мати царя Верхнього й Нижнього Єгипту, Дочка Бога, все прекрасне, що наказує вона, відбувається для неї».
Титули[джерело?]
- «Мати царя»
- «Мати двох царів»

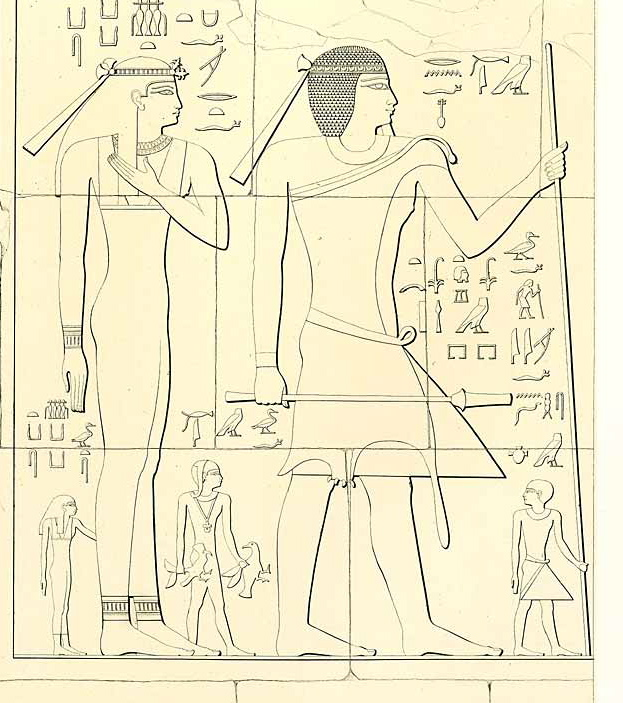

У Хенткаус виявлені фараонські атрибути: символічна накладна борода й царська кобра на лобі. Це дозволяє судити про її царювання в якості фараона, але деякі фахівці не підтримують цю версію, вважаючи, що жінка (за рідкісним винятком) не могла бути фараоном.